# ピアーズ・コービン
ピアーズ・リチャード・コービン（Piers Richard Corbyn, 1947年3月10日 - ）は、英国の気象予報を手掛けるウェザー・アクション（Weather Action）のディレクター、陰謀論者である。元労働党党首ジェレミー・コービンの実兄。

## 略歴
イングランドのウィルトシャーで生まれる。父親はエンジニアであり、幼少時からシュロップシャーにある家の庭で気象学関連の装置の製作を行う。その後、インペリアル・カレッジ・ロンドンにて物理学の学士号を取得する。1981年にロンドン大学クイーン・メアリーにて宇宙物理学の修士号を取得する。

## 発言
元ロンドン市長であるケン・リヴィングストンは、アドルフ・ヒトラーはユダヤ人に対する野蛮な行動を行う以前はシオニズムを支持していたと虚偽の発言を行い、反ユダヤ主義的だと強く批判された。だがコービンは、リヴィングストンの発言は実際の歴史を語っただけで誤解されており、反ユダヤ主義に対する公衆の感受性が高すぎると主張した。コービンは、リヴィングストンの発言が反ユダヤ主義であることを否定はしなかったが、（ヒトラー時代の）ドイツの歴史を熟考する必要性があると持論を展開した。「ナチ党とユダヤ人、そしてロシア。これらの関係は複雑であり、彼らがその時代に行った同盟・相互援助・約束などは今となっては理解が難しい。けれどもヒトラーとシオニストの間に何らかのやりとりもしくは正の関係のようなものはあった。」